# Comité bordelais d'action sociale
Le Comité bordelais d'action sociale, ou CBAS, est une association de patrons de la Gironde fondée en octobre 1928 à Bordeaux. Il assure la gestion de plusieurs caisses primaires d'assurances sociales girondines. Son action est poursuivie par la mutuelle Ociane à partir de 1991.

## Descriptif
Le Comité est destiné à organiser la création de caisses primaires d'assurances sociales, afin de fournir aux entreprises bordelaises le soutien logistique nécessaire à la mise en œuvre de la loi du 5 avril 1928 rendant la cotisation à une assurance sociale obligatoire pour les salariés d'une entreprise.
Il est un exemple majeur de la philanthropie du patronat bordelais des années 1920 et 1930, à la fois précurseur et acteur de la protection sociale. Dans les années 1930, il assure la gestion d'une vingtaine de caisses primaires. Il est également à l'initiative de la création de la Caisse chirurgicale mutuelle de la Gironde en 1932.
Créé sous le nom de Comité bordelais des assurances sociales, il s'intitule Comité bordelais des assurances sociales et de l'action sociale en 1943, et devient en 1947 le Comité bordelais d'action sociale.

## Membres notables
- Fernand Philippart, fondateur et président d'octobre 1928 à mai 1934[5].
- Maurice Goudichaud, membre du conseil d'administration de juillet 1931 à avril 1952[5].